# Mirabelle Thovex
Mirabelle Thovex, née le 24 août 1991 à Auray (Morbihan), est une snowboardeuse française, spécialisée dans la discipline du half-pipe, sœur de Candide Thovex, skieur de freestyle et de freeride. Elle mesure 1,67 m et évolue au club SC La Clusaz. Elle participe aux Jeux olympiques d'hiver de 2010, à Vancouver, où elle prend la 20e place en qualification de half-pipe. Elle compte à ce jour un podium en Coupe du monde lors de la manche de Bardonnèche (deuxième place), le 11 mars 2011.
Elle est étudiante à l'université de Savoie.

## Palmarès

### Jeux olympiques
| Épreuve / Édition   |     |
| Half-pipe           |     |
| JO 2010 Vancouver   | 20e |
| JO 2014 Sotchi      | 10e |
| JO 2018 Pyeongchang | 9e  |

### Championnats du monde
| Épreuve / Édition       |     |
| Half-pipe               |     |
| Mondiaux 2007 Arosa     | 18e |
| Mondiaux 2009 Gangwon   | 24e |
| Mondiaux 2011 La Molina | 7e  |
| Mondiaux 2013 Stoneham  | 7e  |